# Греки

1-й ряд: Гомер • царь Леонид • Перикл • Геродот • Гиппократ
2-й ряд: Сократ • Платон • Аристотель • Александр Македонский • Архимед
3-й ряд: Гипатия • Василий II • Алексей I Комнин • Георгий Гемист • Эль Греко
4-й ряд: Ригас Фереос• Теодорос Колокотронис • Ласкарина Бубулина • Георгиос Караискакис • Иоанн Каподистрия
5-й ряд: Элефтериос
Венизелос • Константинос Кавафис • Георгиос
Папаниколау • Архиепископ Макарий • Пиррос Димас

Гре́ки (греч. Έλληνες — эллины, произносится как эллинес) — народ, сформировавшийся на крайнем юго-востоке Европы в первом тысячелетии до н. э., в настоящее время составляет основное население Греции и Кипра.
Разговаривают на греческом языке, входящем в греческую подгруппу палеобалканских языков индоевропейской языковой семьи.

## Название
Самоназвание — «эллины» (мн. ч. греч. Έλληνες (ср.-греч. э́линес, др.-греч. (атт. и ион.) hэ́лленес, дор. и эол. э́лланес)), ед. ч. греч. Έλληνας э́линас, женский род — Ελληνίδα элини́да; мн. число — Ελληνίδες элини́дэс). Греки были названы так по имени прародителя греков в греческой мифологии — Эллина; по другой версии, их название происходит от Елиса, сына Иавана правнука Ноя. Эллинами называлось одно из фессалийских племён. Греки называют свою страну «Эллада» (кафаревуса Ἑλλάς Элла́с, димотика Ἑλλάδα Элла́да). При этом Элладой изначально называлась одна из областей Фессалии и один из городов этой области. Свой язык греки называют «эллиниским» (ελληνικά элиника́), а свою религию — Ορθοδοξία — «православие». В древности слово Έλληνες также являлось официальным названием Коринфского союза; вместе с тем использовался этноним «панэллины».
Большинство европейских народов используют по отношению к грекам экзоним «греки» в местном произношении этого слова. Изначально греками (грайки — на раннем варианте древнегреческого языка) называлась иллирийская (эпирская) народность, мифологический прародитель которой носил имя «Грек» (др.-греч. Γραικός Грэко́с; в греческой мифологии — сын Пандоры, младшей дочери Девкалиона). При этом романские народы и англичане называют современную Греческую Республику «Эллинской Республикой» (Hellenic Republic на английском)), но Грецию как страну — «Грецией» (романские, славянские, кельтские народы, англичане и албанцы), или «греческой землёй» (нем. Griechenland, немцы). Византия, в свою очередь, европейцами называлась «Греческой империей».
На востоке греков называют «ионийцами» — по названию одной из ветвей древних греков (Ίωνες ионэс), названной из-за своего прародителя — Йона (греки); таким образом, на древнеармянском, например, название Греции — Yoynkʿ (Յոյնք), на современном армянском — Hunastan (Յունաստան, Հունաստան), на иврите — Yavan (יון), на арабском языке — al-Yūnān (اليونان), на тюркских языках — Yunanistan/Yunanıstan, на грузинском — Saberʒneti (საბერძნეთი; по одной из версий, это название родственно слову brʒne (ბრძნე) — «мудрость»). Адыги называют греков словом Урым, которое происходит от тюрко-турецкого термина «Рум» (см. ниже), что указывает на Анатолию и Понт в качестве источников заимствования.
В древности греки также называли себя «ахейцами» (греч. Ἀχαιοί ахайо́й, ед. ч. — Ἀχαιος ахайос) — по названию одной из ветвей эллинов. Они были названы так из-за прародителя ахейцев в греческой мифологии — Ахея. Они также называли себя данайцами (Δαναοί, ед. ч. — Δαναος), что совпадает с названием одного из народов моря, аргивянами (более правильно — аргейцы, аргивяне, от своего латинского названия — Argivi, ед. ч. — Argivus; греч. Αργείοι арге́йой, ед. ч. Αργείος арге́йос), что происходит от названия города Аргос, по которому именовались в древности Арголида, весь Пелопоннес и вся Греция.
В I веке до нашей эры — I веке нашей эры греки Эллады, Пелопоннеса, Эгейских островов, Эпира, Македонии, Фракии, Крита, Кипра, Италии, Тавриды, Малой Азии, Понта, Каппадокии, Сирии и Египта получили статус граждан Римского государства и стали называться «ромеи» (Ρωμαίοι рома́йой), или «ромеоэллины», буквально — «римляне»; так греки называли римлян (единственное число — ρωμαίος рома́йос «римлянин»), греческий язык стал называться ромаикой (Ρωμαίικα; буквально — «римский язык», ранее так на греческом языке называлась латынь); земли, заселённые греками, стали называться Ромаида (буквально — «Римская земля»); греческий союз стал Политией Ромеев (Πολιτεία τῶν Ῥωμαίων, буквально — «Римская Республика»); титул главы этого союза стал звучать как «автократор ромеев» (αὐτοκράτωρ τῶν ῾Ρωμαίων, буквально — «император римлян», так греки называли римских императоров); демархи стали римскими демархами (демархами до этого греки называли плебейских трибунов Римской Республики). Символом этого союза стал символ Римской Республики — аквила (позже — двуглавый орёл); римский юлианский календарь стал его официальным календарём, а многие греки стали брать себе римские имена (как и римляне — греческие), при этом в греческий язык вошло некоторое количество латинских слов (как и в латынь вошли многие греческие слова).
После христианизации Римской империи греки также стали называться «христиане» (Χριστιανοί христиани́, единственное число — Χριστιανός христиано́с; это название позже пришло на Русь, став в словом «крестьяне», оно стало названием земледельческого сословия), символом Византийской империи стал крест Святого Георгия. При этом после образования в Элладе государств крестоносцев греков, принявших католицизм, как и самих крестоносцев, называли «франками». Эллинами же называли греков-язычников до полного исчезновения греческого язычества. «Эллинами» средневековые греки названы также в исторических трудах Лаоника Халкокондила.
После завоевания Византийской империи Эпирского деспотата и Трапезундской империи Османской империей султан турок взял себе титул Kayser-i-Rûm («Римский кесарь»). Совокупность всех мирян православной церкви стала называться Millet-i Rûm (что переводится как «римский народ»). Отуреченные крымские греки до сих пор называются урумы, курды называют Грецию Хурумистан, на Востоке Восточную Римскую империю называли «Рум», в отличие от Западной, которую называли Ифранджа («страна франков»). Проявлялось и некоторое культурное влияние турок на греков — языком греков в это время являлась димотика («народный язык»), в которую вошли некоторые тюркизмы. Фамилии некоторых малоазиатских греков приобрели формант -оглу (на тюркских языках — «сын»).

## История

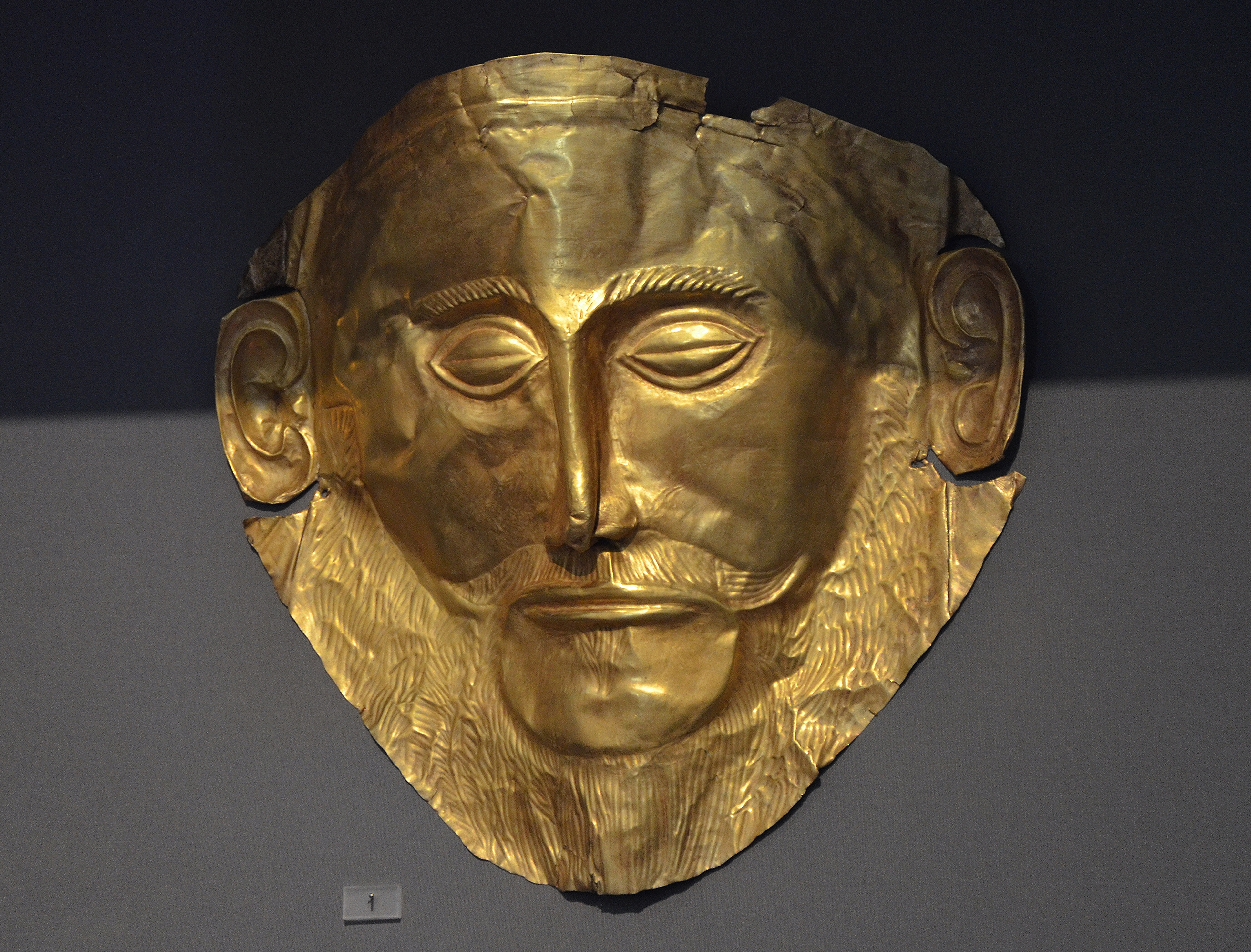
Микенская посмертная маска, известная как «маска Агамемнона», XVI век до н. э.

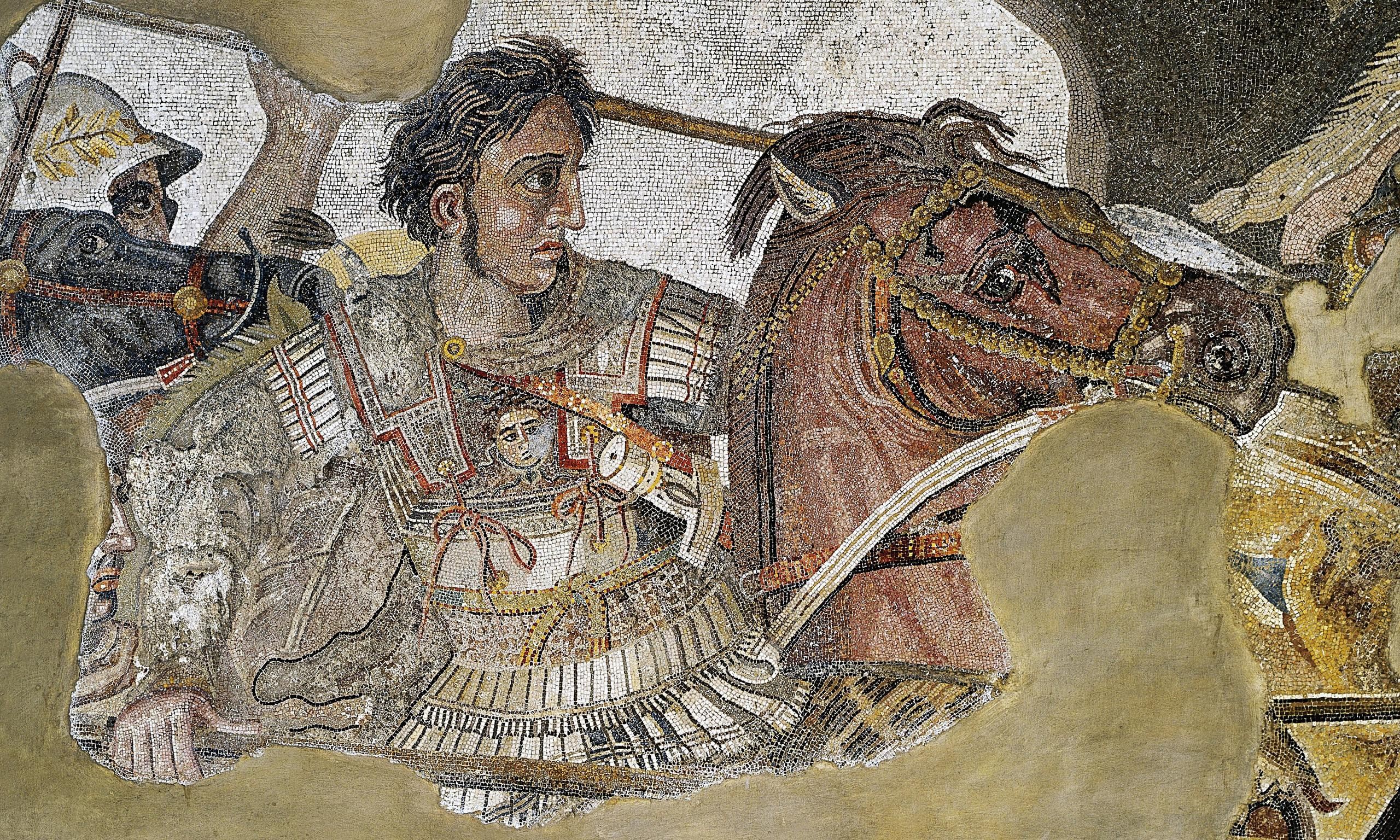
Александр Македонский, чьи завоевания привели к эллинизму.

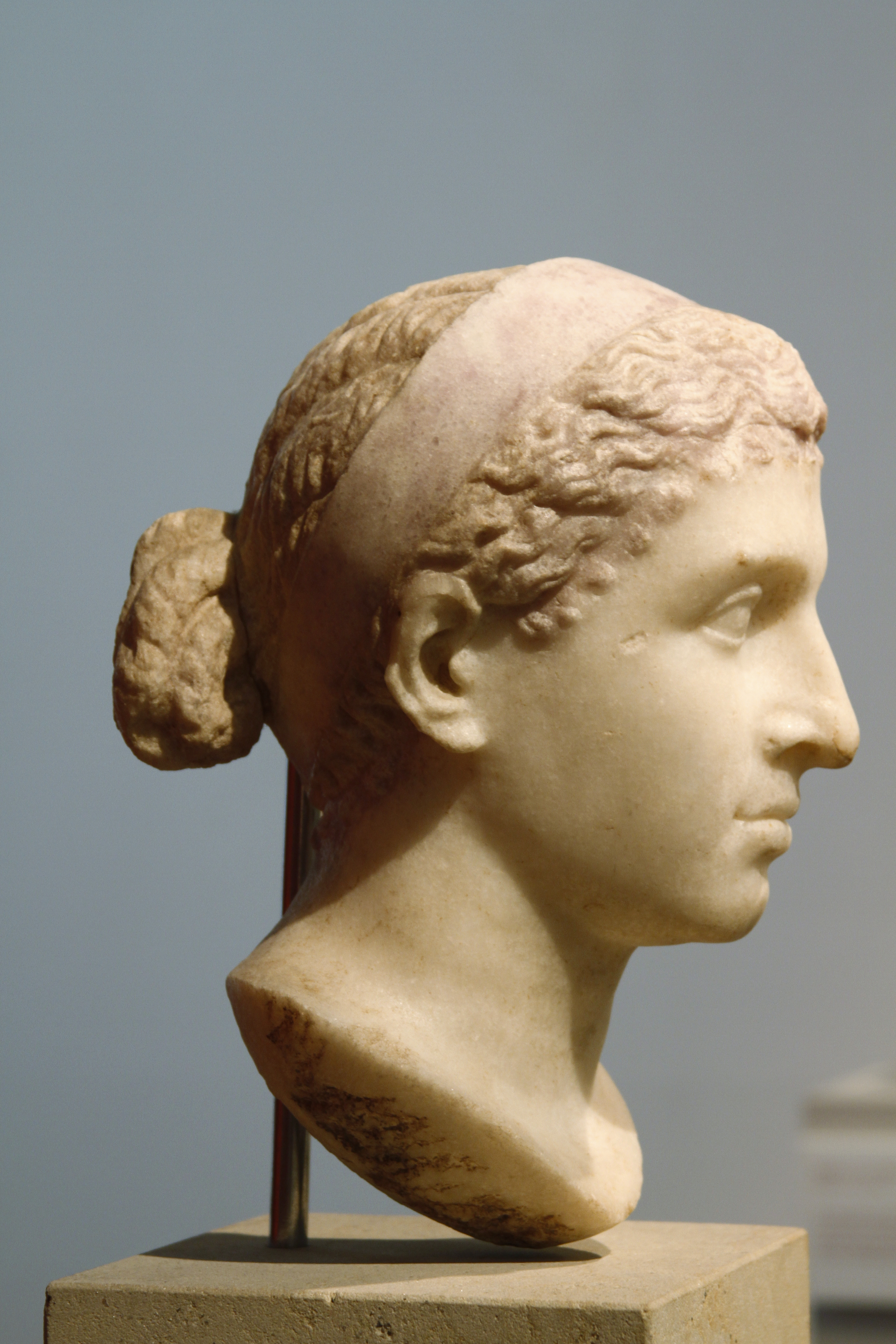
Бюст Клеопатры. Старый музей, Берлин

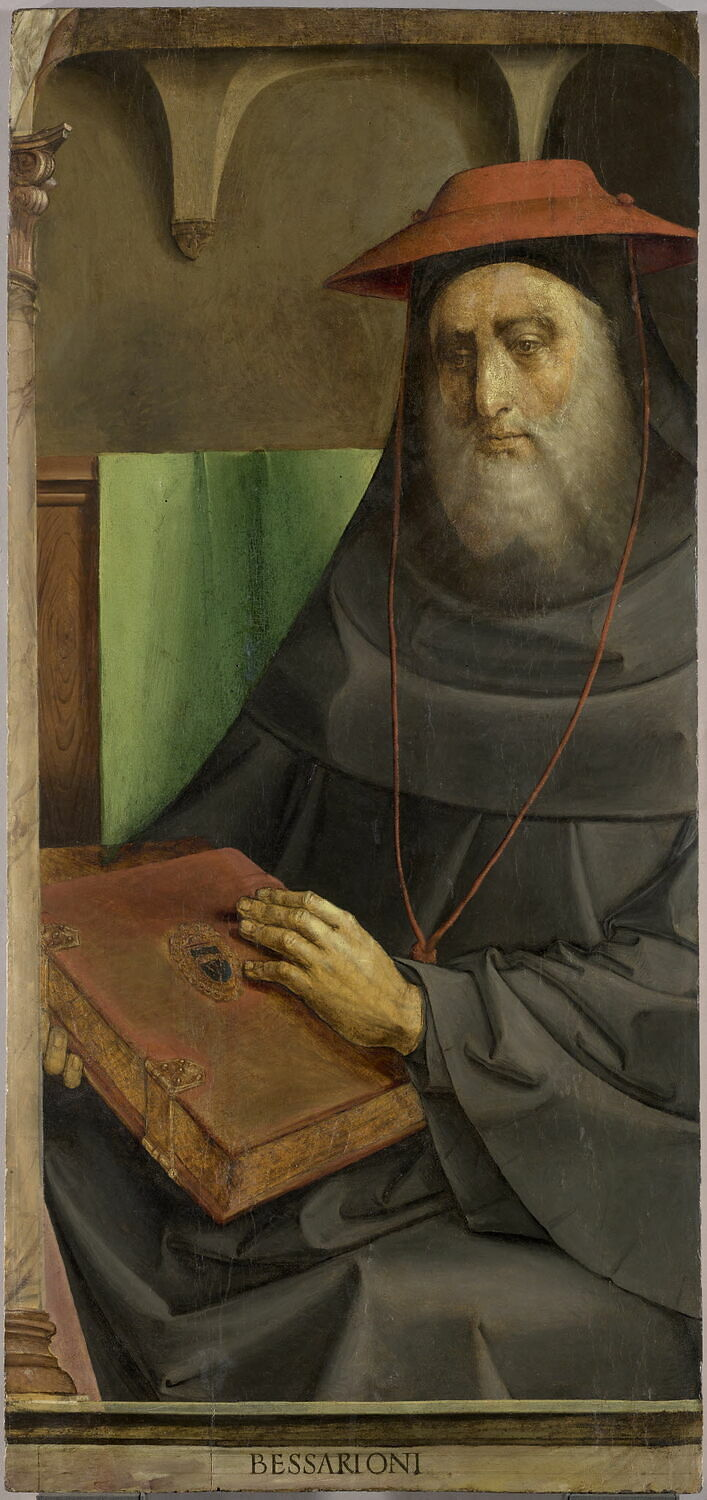
Византийский учёный Виссарион Никейский (1395/1403-1472) сыграл ключевую роль в передаче классических знаний на Запад, способствуя Ренессансу

Греческая мифология впервые упоминает греков в Фессалии. Именно Фессалия является родиной прародителя греков — Эллина. В XIII веке до н. э. греки колонизовали острова Эгейского моря и Крит, несколько позже — после Троянской войны — эгейское побережье Малой Азии. Возникло множество греческих городов-государств, самыми знаменитыми из которых были Афины, Спарта, Фивы, Аргос, Коринф. В VIII—VI веках до н. э. греки основали колонии в Северном Причерноморье, на Апеннинском и Пиренейском полуостровах. Население Греции делилось на аристократию (аристы, эвпатриды) и трудовой народ (демос), представлявший собой свободных ремесленников и крестьян. Имелись также рабы (дулы), которые были негреческого происхождения и работали на земле аристократов. В 338 году до н. э. возник Эллинский союз. Представительным органом этого союза был выборный синедрион. Во главе союза стоял автократор, которым по должности являлся правитель Македонии. Эллинский союз состоял из симмахий (кинонов), симмахий являлись синедрионы или буле, во главе симмахий стоял стратег (или полемарх). Симмахии делились на политии, высшими органами политий являлись синоды или экклесии, состоящие из всех граждан, между ними — герусии (в Афинах называлась — «Ареопаг»), избираемые из числа аристократов, и синедрионы или буле, избираемые из числа демоса. Во главе политии формально стоял басилей, избираемый из числа аристократов. Фактическим главой политии являлся стратег или полемарх, избираемый из числа демоса. Политии делились на филы, во главе с филархами, филы на демы, во главе с демархами. Религиозными делами ведали иереи (священнослужители) и иеромнемоны или иерофанты (религиозные администраторы). В IV—III веках до н. э. греки путём выведения клерухий заселили Эпир, Македонию, Фракию, Понт, Каппадокию, Анатолию. Возникло несколько греческих государств — Эпирское царство, Македонское царство, Одрисское царство, Пергамское царство, Понтийское царство. Позже они все были включены в состав Римской империи, став её провинциями, а греки получили статус римских граждан и стали называться «ромеями», то есть «римлянами».
В IV веке н. э. большинство греков приняли христианство. После раздела Римской империи на Западную Римскую империю и Восточную Римскую империю греки составили большинство населения Восточной Римской империи, кроме диоцеза Египет, в котором преобладали копты, диоцеза Восток, в котором преобладали айсоры (ассирийцы), и провинции Дардания, в которой преобладали албанцы. Восточная Римская империя представляла собой монархию, главой государства и носителем верховной власти являлся император (автократор), государственный аппарат был представлен сенатом Константинополя (герусия), народным собранием Константинополя (синклитом), консулами Константинополя (ипатами), главами цирковых партий (димархи). Территория империи делилась на провинции (епархии), во главе которых стояли президы, корректоры, проконсулы (анфипаты), преторы (стратиги).
В VII веке Восточная Римская империя подверглась нашествию славян и арабов. Славянами были заселены Фракия и Македония, а также кратковременно Эллада, Пелопоннес и Вифиния. К XIII веку в Византию переселилось много влахов (Великая Влахия (Фессалия), Малая Влахия (Этолия и Акарнания), Верхняя Влахия (Эпир), Влахоринхия (Македония)) и албанцев (Эпир). В 1204 году Восточная Римская империя распалась на ряд православных (Никейская империя, Трапезундская империя, Эпирский деспотат) и униатских (Латинская империя, Фессалоникское государство) государств. Латинская империя и Фессалоникское королевство были вскоре отвоёваны православными, но их вассалы (Морейское княжество, Афинское герцогство) и вассал Никейской империи — Морейский деспотат — просуществовали до середины XV века и вместе с остальными греческими государствами были разгромлены турками. После взятия Константинополя турки убили императора Византии, а турецкий султан провозгласил себя «кесарем Рума».
В конце XVIII века среди греков началось национально-освободительное движение, способствовавшее преодолению областных различий. Незадолго до присоединения Крыма к России, в 1777—1778 годах, Екатерина II велела насильно переселить православное население полуострова в район современного Мариуполя.

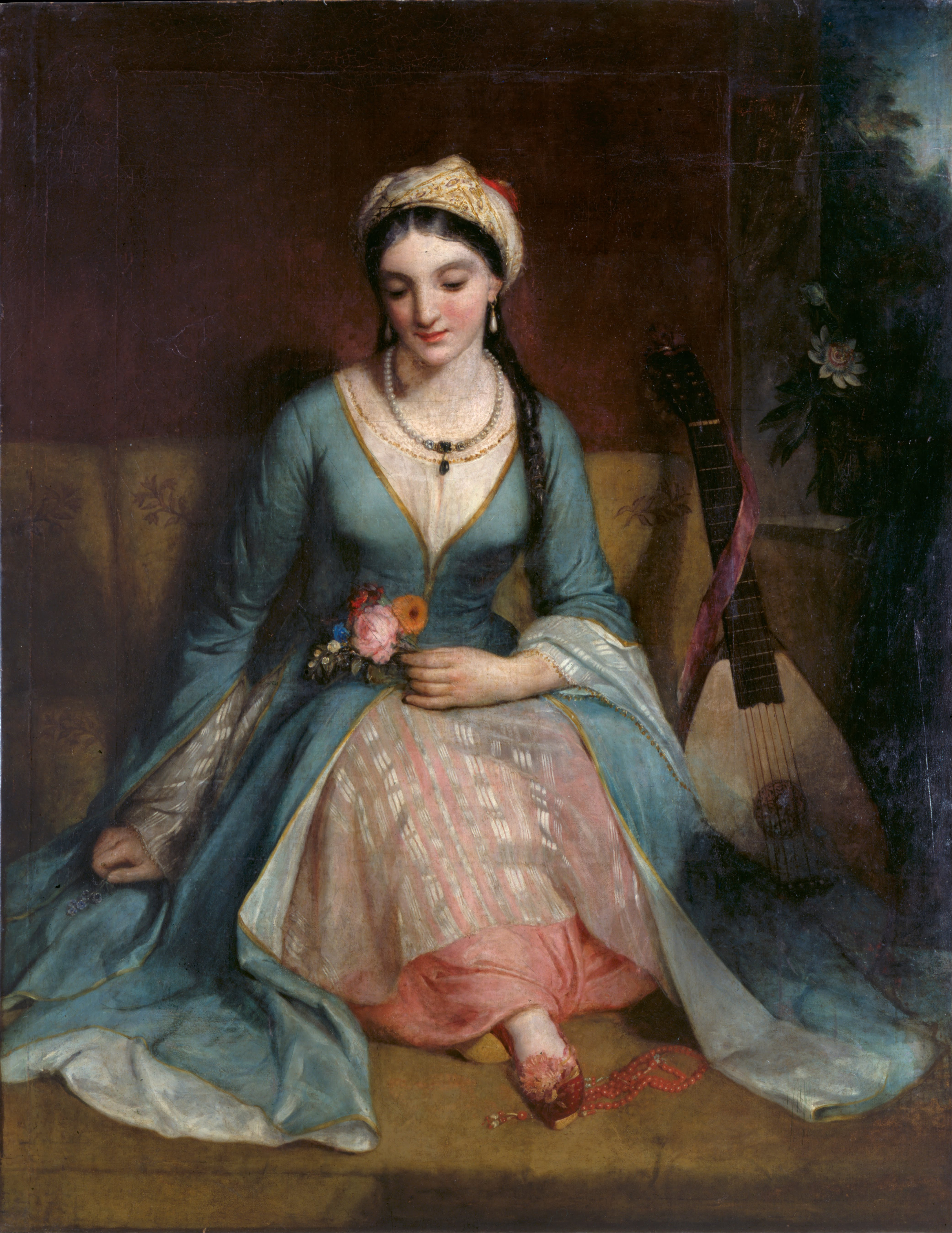
Г. У. Пикерсгилл, Молодая гречанка (1829)

В 1821 году герусии Пелопоннеса и Западной Греции и ареопаг Восточной Греции объявили о том, что отказываются подчиняться султану. В 1822 году Первое Греческое Национальное Собрание провозгласило Греческую Республику и приняло конституцию, согласно которой законодательную власть должен осуществлять законодательный корпус, а исполнительную — исполнительный корпус. Аналогичную политическую систему устанавливала и конституция, принятая Вторым Греческим Национальным Собранием в 1823 году. Четвёртое Греческое Национальное Собрание приняло в 1828 году конституцию, провозглашавшую законодательным органом Совет, а исполнительную власть должен был осуществлять президент, которым был избран Иоаннис Каподистрия. Четвёртое Греческое Национальное Собрание создало ещё один орган — Сенат. Всё это время Греческая Республика являлась самопровозглашённым и непризнанным государством — её не признало ни одно государство, не признавала Греческую Республику и Константинопольская православная церковь. В 1832 году на конференции великих держав было принято решение об образовании Королевства Греция — греческого государства с государственным строем в виде конституционной монархии (монарх должен был носить титул «Король Греции», этот титул вручался сыну короля Баварии — Оттону), территорию которого должны были составить Эллада, Пелопоннес и Киклады. Пятое Греческое Национальное Собрание в августе того же года утвердило эти решения. До 1843 года Оттон правил авторитарно, было ликвидировано местное самоуправление, Парламент долгое время не созывался.
После Берлинского конгресса к Греции отошла Фессалия, после Балканских войн — Македония и Эпир, после Первой мировой войны — Западная Фракия. Вместе с тем греки были изгнаны из Анатолии, Понта и Каппадокии, в результате чего у греков одна из самых больших диаспор в мире — около 10 миллионов человек.

### Греки в СССР и России
Многие греки-понтийцы бежали в СССР. В 1920—1930-е годы в СССР были открыты многочисленные греческие школы, издавались книги и газеты (например «Кокинос капнас» в Абхазии). В Краснодарском крае был создан Греческий район с райцентром в станице Крымской.
В 1938 году, во время «большого террора», в Греческом районе была «разоблачена» «греческая контрреволюционная националистическая диверсионно-шпионская и террористическая организация». По делу этой организации были расстреляны 77 человек, Греческий район ликвидирован, а греческие школы перешли на русский язык. В 1944—1949 годах греки подвергались депортации из Крыма, Абхазии, Аджарии, Северного Кавказа в Казахстан, Среднюю Азию и др.
Согласно переписи 1989 года, в СССР проживало 356 068 греков, в том числе 91 699 в РСФСР. В конце 1980-х годов многие советские греки эмигрировали в Грецию. Ныне[когда?] греки компактно проживают на юге Украины и на Северном Кавказе.
По переписи 2002 года проживало[где?] 97 827 греков. Местами наибольшей концентрации греков являются Ставропольский (34 078) и Краснодарский (30 540) края.
По переписи 2010 года греки составляли 15,3 % населения в Предгорном районе и 5,4 % в городском округе Ессентуки Ставропольского края.

## Язык

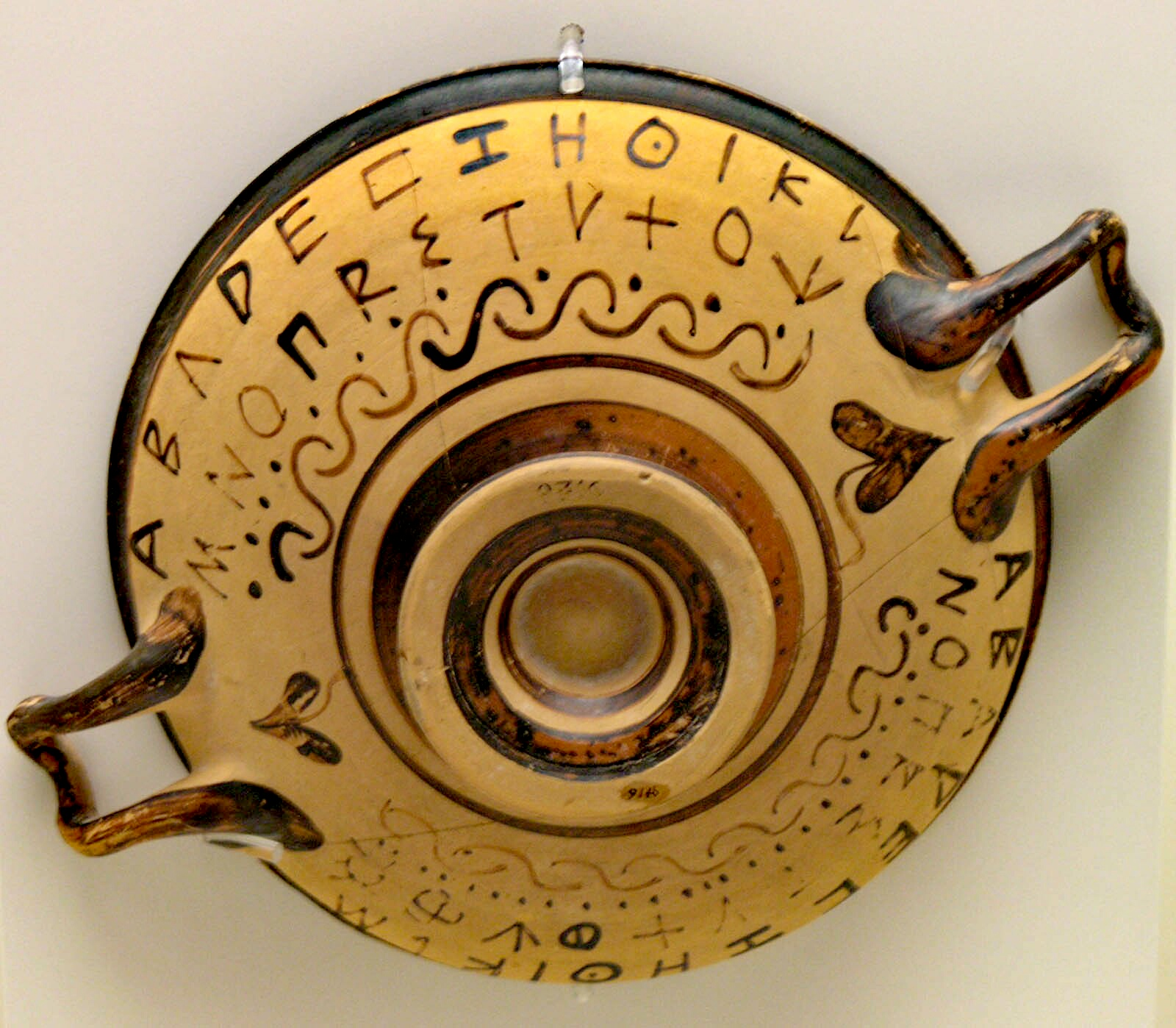
Килик с древнегреческим алфавитом, около V века до н. э.

Греческий язык (ελληνικά, эллиника, ελληνική γλώσσα эллиники глосса) — язык греческой группы индоевропейской языковой семьи. Греческий язык имеет несколько исторических разновидностей — древнегреческий язык (αρχαία ελληνική γλώσσα археа эллиники глосса), среднегре́ческий язы́к (Μεσαιωνική ελληνική γλώσσα месэоники эллиники глосса; имеет две разновидности — народный язык γλώσσα δημώδης глосса димодис и кафаревуса (καθαρεύουσα), новогреческий (Νέα ελληνική γλώσσα нэа эллиники глосса), или Ρωμαίικα (ромэика; имеет две разновидности — кафаревуса (καθαρεύουσα) и народный язык (δημοτική γλώσσα)).
Изначально единого греческого языка не существовало — существовал ряд диалектов греческой языковой группы, образующих три ветви:
- Западная ветвь
  - Дорийский диалект (Мессения, Лаконика, Дорида, малоазиатская Дорида)
  - Северозападный диалект (Элида)
  - Ахейский диалект (Ахайя)
- Центральная ветвь
  - Эолийский диалект (Фессалия, Беотия, Эолия)
  - Аркадский диалект (Аркадия)
- Восточная ветвь
  - Аттический диалект (Аттика)
    - Александрийский диалект
      - Византийский язык
      - Еврейско-греческий диалект

  - Ионийский диалект (Иония)

В IV веке до н. э. на основе аттического диалекта возник единый литературный древнегреческий язык — койне. Одновременно с этим греки в связи с развалом Персидской империи путём колонизации (вывода колоний — клерухий) заселили Фракию, Эпир, Вифинию, Лидию, Понт, Каппадокию, ассимилировав местное население этих территорий. Койне стал официальным языком христианской церкви вскоре после её возникновения и являлся таковым наряду с латинским языком, а также официальным языком греческих иудеев, оформившись в Еврейско-греческий диалект.
После ряда преобразований древнегреческий язык в IV веке стал среднегреческим языком. В XV веке на основе среднегреческого языка возникли:
- Новогреческий язык, имеет несколько диалектов:
  - Стандартный новогреческий язык (Νεοελληνική Κοινή)
  - Кафаревуса (καθαρεύουσα)
  - Димотика (δημοτική γλώσσα)
    - Северногреческие диалекты греческого языка (Эпир, Македония, Фессалия, континентальная Греция):
      - Румелийский диалект греческого языка (Румелия)
      - Македонский диалект греческого языка (Македония)
      - Фракийский диалект греческого языка (Фракия)
      - Эпирский диалект греческого языка (Эпир)
      - Фессалийский диалект греческого языка (Фессалия)

    - Пелопоннеско-ионийский диалект греческого языка (Пелопоннес и Ионические острова)
    - Критский диалект греческого языка (Крит)
    - Юго-восточный диалект греческого языка (Додеканес)
    - Староафинский диалект греческого языка (Аттика)
    - Кипрский диалект греческого языка (Кипр)
- Каппадокийский греческий язык (Каппадокия);
- Тавро-румейский язык (Таврида, ныне Приазовье)
- Понтийский язык (Понт).

На основе дорийского диалекта возникли:
- итало-румейский язык;
- цаконский язык,
- маниотский диалект,
- сфакиотский диалект,
- химариотский диалект.

### Письменность
Кроме греческого алфавита, у греков существовало два вида письма — критское и кипрское. Единый греческий алфавит появился довольно поздно — долгое время существовало несколько алфавитов — ионийский (Иония), афинский (Аттика), аргосский (Арголида), коринфский. После того, как македонский клан лагидов стал династией правителей Египта, греческая письменность стала официальной письменностью Египта, положив начало коптской письменности. Так как койне стал официальным языком христианской церкви, греческий алфавит стал официальной письменностью христианской церкви.
После принятия христианства готами и славянами греческое письмо стало официальной письменностью церквей готов, болгар, сербов, русов, положив начало готской письменности, кириллице и глаголице.

## Календарь
Долгое время у греков не было единого календаря, было несколько схожих календарей — афинский (Аттика), милетский (Иония), этолийский (Этолия), фессалийский (Фессалия), беотийский (Беотия), эпидаврский (Арголида). После того как римский (юлианский) календарь стал официальным календарём христианской церкви, юлианский календарь со временем стал использоваться греками и стал для них основным, при этом было оставлено иудейское летосчисление от сотворения мира (при этом даты «сотворения мира» устанавливались по сути дела отдельными крупными общинами), а также определение даты праздника Воскресения Христова, Вознесения Господня, Дня Святого Духа. После вхождения земель, населенных греками в состав Османской империи установился общегосударственный исламский календарь с летосчислением от Хиджры, который после основания Греческого государства в 1830 году был заменен на современный европейский.

## Религия
Изначально греки придерживались традиционных верований. От древнегреческой религии отошли в V—IV веках до нашей эры ряд философских учений — пифагорейцы, перипатетики, платоники, стоики, эпикурейцы. В I веке нашей эры в греческих провинциях Римской империи стали возникать христианские епископии, одна из которых — архиепископия Новой Юстинианы — положила начало Кипрской православной церкви (автокефалия с 431 года), другая — архиепископия Византия — Константинопольской православной церкви (автокефалия с 381 года). В 1833 году была провозглашена Элладская православная церковь. 29 июня 1850 года она была признана Константинопольской православной церковью. 20 декабря 1965 года была провозглашена Критская православная церковь. Современные греки в основном являются христианами, абсолютное большинство которых исповедует православие, значительно меньшая часть — католицизм (Греческая католическая церковь).
Есть греки-мусульмане; когда территории Византийской империи (и в частности Греции, Крита, Понта, Кипра) вошли в состав Османской империи, часть греков исламизировались.

## Этнические группы

### Генезис
Древнегреческая мифология впервые упоминает греков в Фессалии — где жил прародитель греков — Эллин и три его сына — Дор, Эол и Ксуф. В начале I тыс. до н. э. в результате демографического бума численность эллинов к V в. до н. э. составила 10 млн человек (10 % населения Земли). Современная численность греков составляет лишь 0,32 % населения Земли.
Библейская версия
По библейской версии греки происходят от Елиса, сына Иавана, внука Иафета, правнука Ноя.

### Античный период
В древности эллины делились на 4 ветви — ионийцы, эолийцы, ахейцы, дорийцы. Ионийцы сначала заняли Аттику, но позже — Киклады, Спорады и Ионию, а позже ионийцы стали основывать колонии в Крыму (Феодосия, Пантикапей, Фанагория, Гермонасса). Со временем язык ионийцев Аттики и ионийцев малоазиатской Ионии стали различаться и разделились на два диалекта — ионийский и аттический. Аттический диалект лёг в основу «общего языка» (ἡ κοινὴ διάλεκτος) — греческого языка эпохи эллинизма, распространившегося в Малой Азии, Фракии и других регионах Восточного Средиземноморья. «Общий язык» лёг в основу средневекового греческого языка, который, в свою очередь, лёг в основу новогреческого языка в том числе кипрского диалекта, критского диалекта, понтийского языка, каппадокийского языка, тавро-румейского языка. Вместе с тем греки путём выведения клерухий стали расселяться по Средиземноморью — греки полностью колонизировали Эпир, Македонию, Фракию, Анатолию, Вифинию, Понт, Каппадокию, составляли влиятельное меньшинство в Египте, Сирии, Палестине, Бактрии. К II веку практически все греческие государства (за исключением Греко-Бактрийского царства, разгромленного в 125 году до нашей эры тохарами) были включены в состав Римской империи, все греки, проживавшие в Римской империи, стали римскими гражданами и поэтому стали называться ромеями. Вторжение турок-сельджуков в Малую Азию привело к постепенному исчезновению грекоязычного населения в Карии, Миссии, Лидии, Фригии, Вифинии, Киликии. Долгое время грекоязычное население сохранялось в Каппадокии. В 1923 году греки-каппадокийцы и греки-понтийцы были выселены в Грецию. Большая часть крымских греков в XVIII веке были выселены из Крымского ханства и переселились в Приазовье.
Эолийцы заселили Аркадию, Элиду, Этолию, Акарананию, Беотию, Фокиду, позже Ионические Острова, Лесбос и Эолиду. К настоящему времени ассимилированы. Ахейцы заселили Ахайю, к настоящему времени ассимилированы.
Дорийцы долгое время продолжали жить в северной части современной Греции и около 1200 года до нашей эры переселились в центральную и южную часть современной Греции. Дорийцы заняли Лаконику, Мессению, Пелопоннес, Дориду, Коринфию, Мегариду, Крит и Додеканес. Позже они основали ряд колоний на Апеннинском полуострове (Тарент, Гидрунт), в Эпире (Амбракия). Дорийский диалект Лаконики лёг в основу современных цаконского языка и маниотского диалекта, дорийский диалект Крита лёг в основу сфакиотского диалекта, дорийский диалект Эпира — в основу химариотского диалекта, а дорийский диалект Апеннинского полуострова — в основу итало-румейского языка. Цаконы (проживают в Кинурии) и маниоты (проживают на полуострове Мани) считают себя потомками дорийцев. Кроме того, потомками дорийцев считают себя и сфакиоты, живущие в общине Сфакья. Происхождение каракачанов (проживают в Македонии и Болгарии) точно не установлено, говорят они на особом говоре новогреческого языка.

### Греки в период эллинизма и Византии

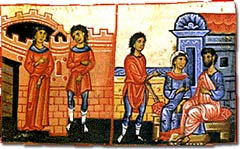
Сцены брака и семейной жизни в Константинополе

### Этнические группы греков древности
- Ионийцы
  - Афиняне
  - Ионийцы
- Эолийцы
  - Фессалийцы
  - Беотийцы
  - Аркадцы
  - Эолийцы
  - Фокейцы
  - Этолийцы
  - Акарнанцы
- Дорийцы
  - Спартанцы
  - Критяне
  - Аргивяне
  - Дорийцы
  - Македоняне
- Ахейцы
  - Ахейцы
  - Элеаты

### Современные этнические группы греков
- Собственно греки (Эллада, частично диаспора)
  - Анатолийские греки (Анатолия, ныне незначительное меньшинство в Турции)
  - Греки-критяне (Крит)
  - Греки-киприоты (Кипр) — 648 455 чел.
- Понтийцы (Понт, позже Крым и Причерноморье) — 3 млн чел
- Румеи (Таврида, ныне Приазовье) — 105 тыс. чел. вместе с урумами
- Каракачаны (Греция, Болгария, Северная Македония) — 20 тыс. чел
- Цаконы (юго-восток Пелопоннеса, потомки спартанцев)
- Маниоты (юг Пелопоннеса)

### Тюркизированные греки
Данные народы исповедуют православие, а письменностью их долгое время являлась или является греческая письменность.
- Греки-гагаузы (спорное происхождение, изначально — Македония, с XVIII века — Буджак)[25]
- Караманлиды (тюркизированные греки Каппадокии)
- Урумы (тюркизированные греки Тавриды)

## Генетическое происхождение
Современные генетические исследования показывают, что греки кластерируются с другими европейцами и что у них преобладают одни из старейших Y-гаплогрупп в Европе — E1b1b1 и J2, являющиеся генетическими маркерами ранних земледельцев (причём E1b1b1 преобладает на Пелопоннесе, а J2 доминирует на острове Крит).
Согласно исследованиям генетиков, современные греки могут быть потомками минойцев и микенцев.

## Традиционная культура

### Традиционный костюм

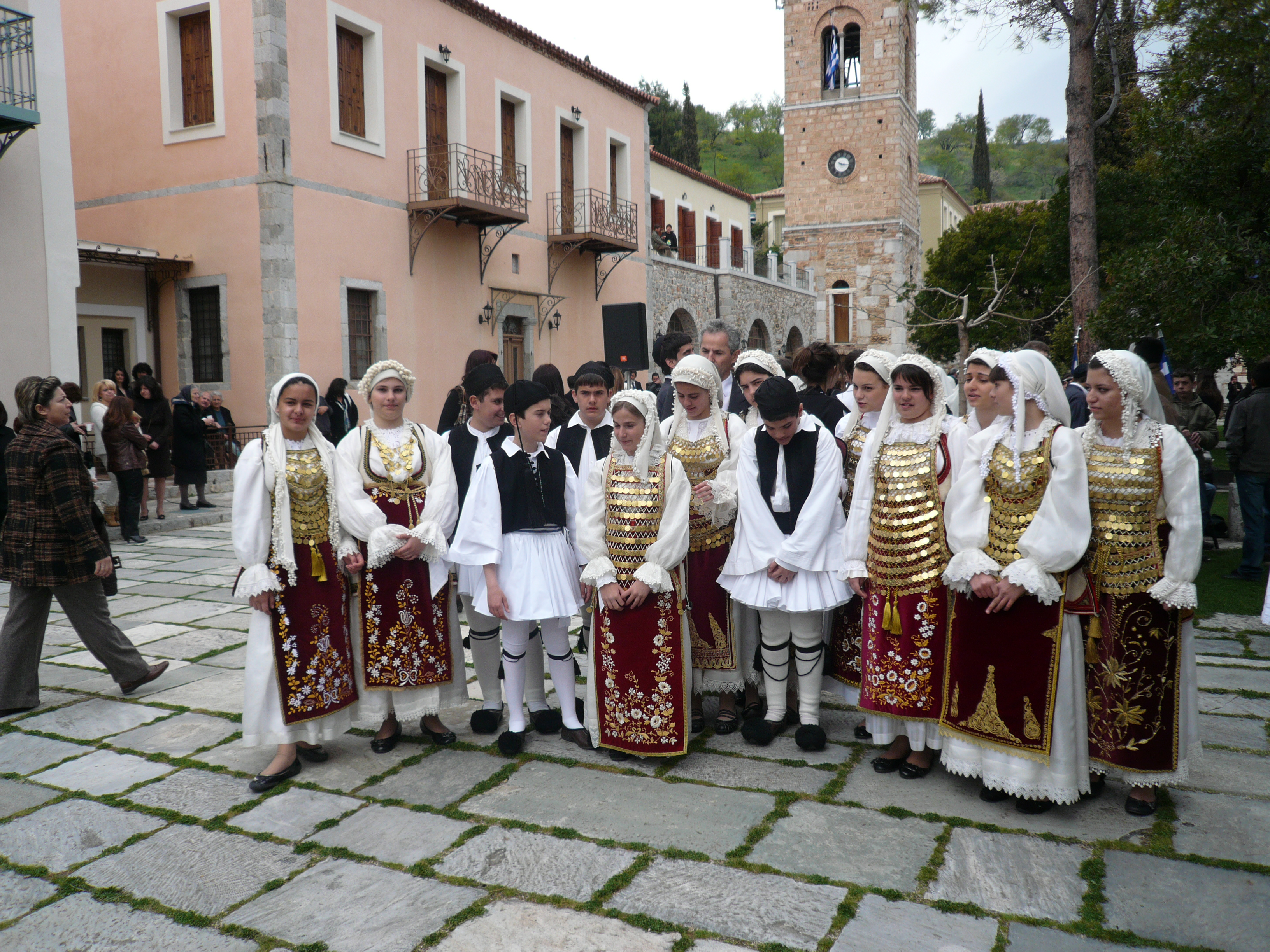
Народный костюм Беотии, монастырь Осиос-Лукас

У древних греков основой костюма служил хитон — первоначально несшитый кусок ткани, закреплявшийся на плечах с помощью застёжек и опоясывавшийся тканым или кожаным поясом, постепенно оформившийся в рубаху без рукавов, а с V в. до н. э. появились хитоны с короткими рукавами (греч. χειριδωτός) наподобие римских туник. Мужской хитон, как правило, был коротким, доходя до колен или икр. Более короткий хитон — эксомида, служил рабочей одеждой, также его носили гоплиты под доспехами. Для удобства одно плечо эксомиды приспускали. С хитоном носили различные виды плащей — хламиду (короткий плащ, носившийся застёгнутым на одно плечо), гиматий (длинный плащ, накидывавшийся на плечи, а затем драпировался вокруг тела наподобие римской тоги: проходя под правой рукой и закрывая левое плечо, женщины также покрывали гиматием голову), паллий и т. д. Мужским нижним бельём служила набедренная повязка, рудокопы и рыбаки зачастую работали обнажёнными. Основой женского костюма, помимо длинного хитона, служил пеплос — платье, восходящее к более архаичному варианту хитона. Обувью служили сандалии, зачастую ходили босиком. Мужчины-пастухи надевали на голову петас — широкополую шляпу, кроме того, она считалась атрибутом Гермеса, наряду с кадуцеем крылатыми сандалиями. Отдельные элементы античного костюма бытовали в Византии и проникли в иконопись.
Современный народный костюм сложился к XIX веку, однако вышел из употребления в начале-середине XX века, хотя отчасти сохраняется на островах. Для него характерно яркость красок и богатая орнаментированность. Мужской костюм состоит из рубахи, широкого чёрного или красного пояса, безрукавки, скрепляемой перекрещённой цепочкой, короткой куртки с ложными рукавами и фустанеллу (греч. φούστανελλα) — широкую м короткую клешёную юбку белого цвета в континентальной Греции, а на островах враки (вракас, греч. βράκα) — широкие шаровары синего или чёрного цвета, но в XIX веке шаровары были известны у знати и на материке. Головной убор — фареон, фетровая шапка с длинной кистью наподобие фески. Верхняя одежда — шерстяной плащ с капюшоном и рукавами. Женская одежда состоит из длинной туникообразной рубахи белого цвета с длинными и широкими рукавами и вышитом подолом, длинной и широкой юбки (греч. φούστα), короткой безрукавки или куртки, широкого пояса с металлической бляхой (золотой или серебряной) и богато расшитого передника. Характерны украшения из монет. Обувью служат царухи — кожаные башмаки наподобие постол, на конце могут присутствовать помпоны. На Крите обувью служат кожаные сапоги с высоким голенищами.
Мировую известность греческий костюм получил в начале XIX века, во время войны за независимость Греции от турецкого владычества. После того, как Греция стала монархией, национальный костюм стал официальным придворным, популярность сначала при дворе, а затем и у других греческих горожанок (а впоследствии и на грекоязычных территориях, не контролировавшихся королевством Греция) получило платье «амалия», созданное в народном стиле королевой Амалией Ольденбургской, супругой первого греческого короля Оттона I. Греческий национальный костюм является униформой эвзонов, входящих в состав почётного караула и являющихся служащими Президентской гвардии Греции.

### Традиционные занятия
Основное значение в земледелии Греции с античных времён имеют виноградарство и оливководство, также большое значение имеют цитрусовые, орехи, бобовые, овощи и табак. Выращивание злаков характерно прежде всего для северо-востока Греции и на Пелопоннесе. Распространено отгонное скотоводство, с VI века известно шелководство. Развиты ремёсла, такие как прядение, ткачество, вышивка, гончарное и ювелирное дело. В последних двух сохраняются как и античные, так и византийские и турецкие черты.

### Традиционная пища
Греческая кухня относится к средиземноморскому типу. Основой пищи служат овощи, фасоль под подливой (например, оливковым маслом, лимонным соком и чесноком), кисломолочные продукты (например, сыр), на побережье — рыба и моллюски. Из известных греческих блюд можно назвать шашлык сувлаки, салат хориатики с сыром и оливами (близок сербско-болгарскому шопскому салату), мусака — запеканка из мяса с овощами. Одним из самых известных сортов сыра является фета. Напитки — вино, пиво, виноградная и фруктовая ракия, анисовый напиток узо, фисташковый напиток мастика, метакса.

### Традиционное жилище
Традиционное жилище греков сильно различается в зависимости от географического положения, климатических условий и местных традиций. Материалом постройки служат камень и глина. Крыша кроется черепицей. Как правило, пол — каменный, в горных домах — деревянный.
В горных местностях континентальной Греции (а также на некоторых островах, например, на Эвбее) средиземноморского типа. Это одно-, полутора- или двухэтажный дом с двух- или четырёхскатной крышей, если дом двухэтажный, то на первом этаже располагаются хозяйственные помещения, а на втором — жилые. Дома севера Греции либо паннонского типа: представляют собой одноэтажное жилище с жилыми и хозяйственными помещениями, вытянутыми в один ряд под общей крышей, либо ориентального: с хозяйственными помещениями в нижнем каменном этаже и жилыми — в верхнем, рамной конструкции с эркером. На островах преобладают дома с плоской крышей, своеобразной архитектурой обладают традиционные дома Кикладских островов.
В городах преобладают белёные дома с плоскими крышами, часто с внешними лестницами на верхний этаж. Рамы, как правило, окрашены в синий цвет.

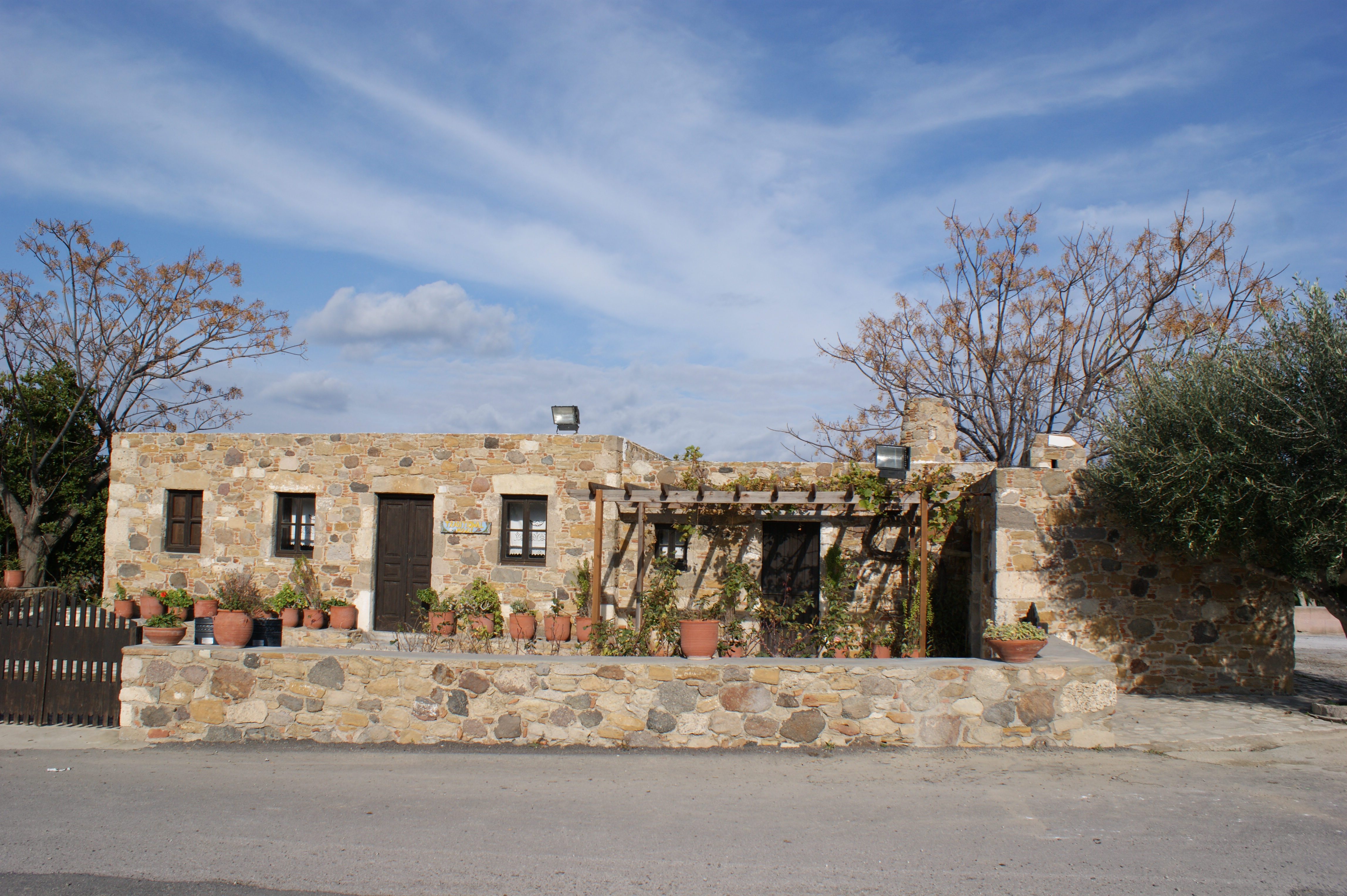
Дом в Андимахии (остров Кос, Додеканес)
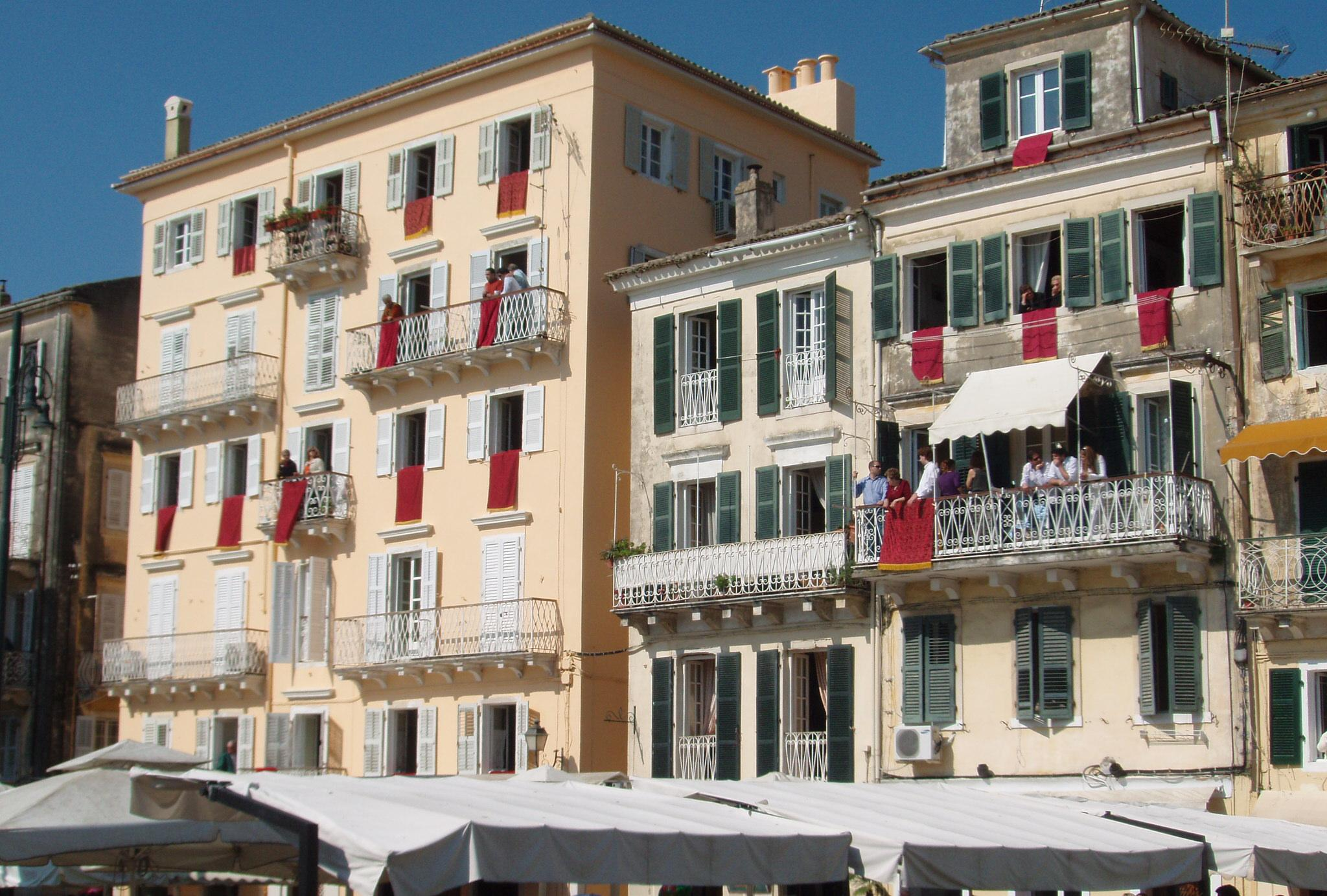
Дома в центре Керкиры (Корфу) на одноимённом острове
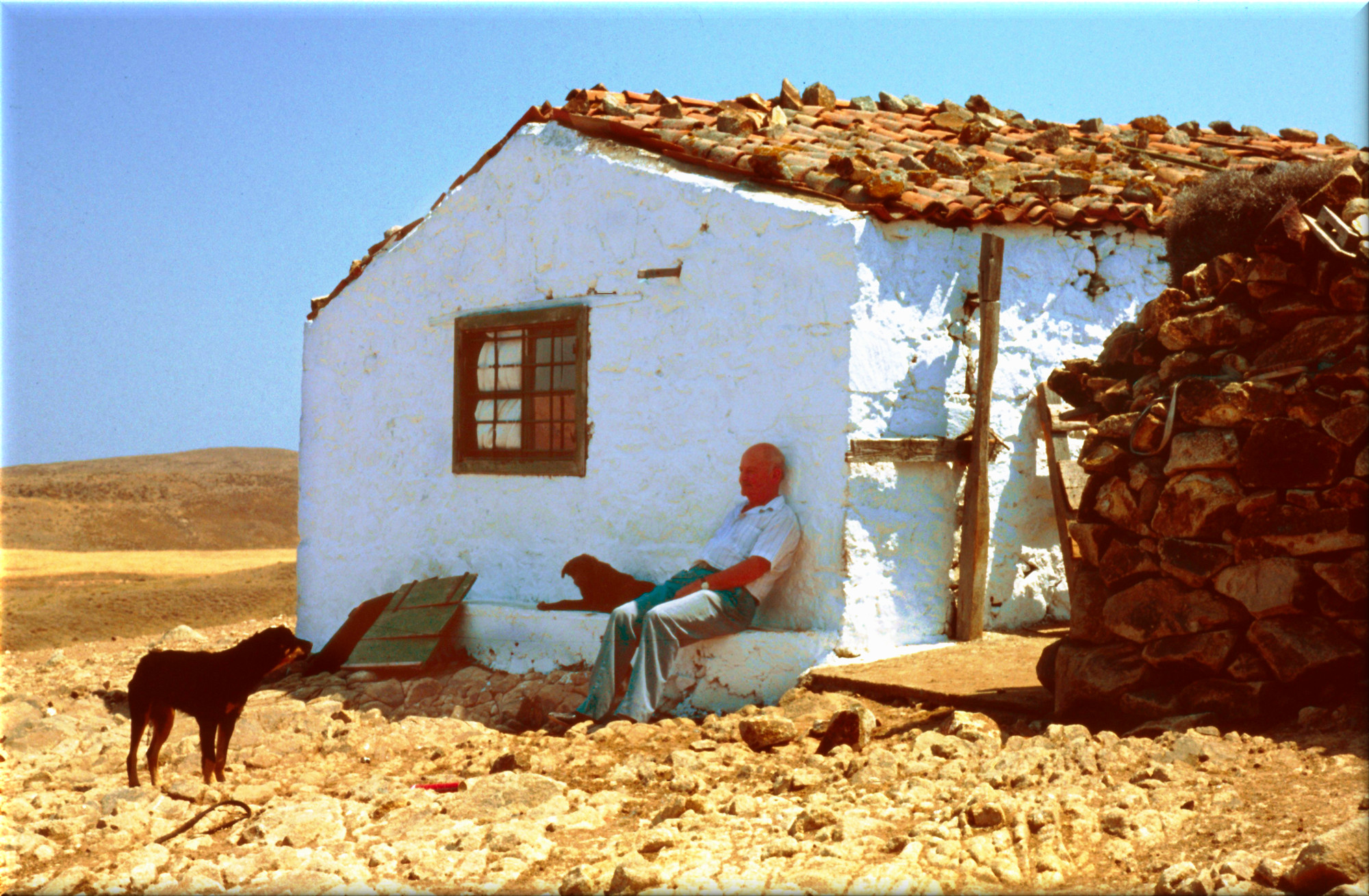
Дом на острове Лемнос
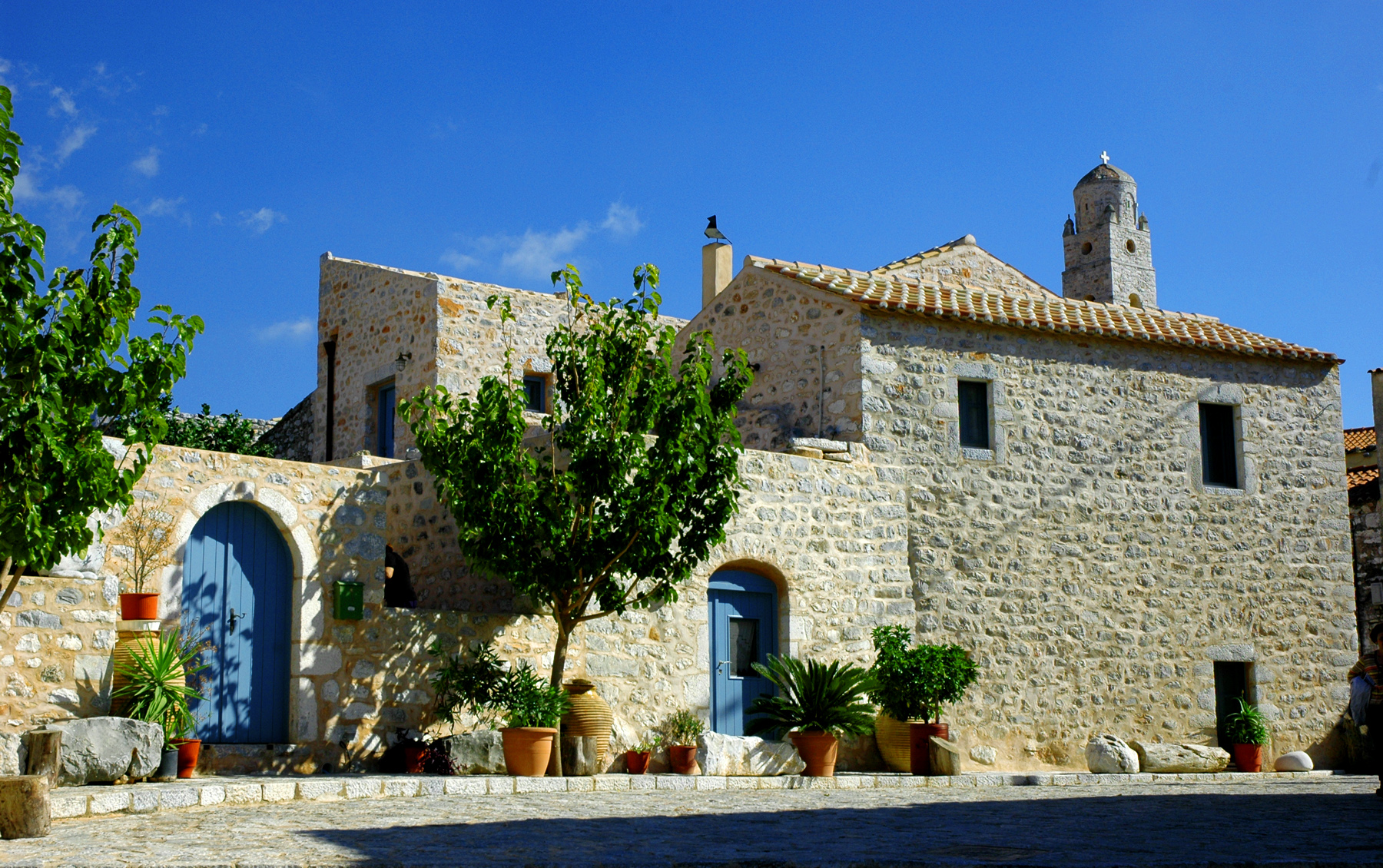
Дом в Ареополисе (Пелопоннес)
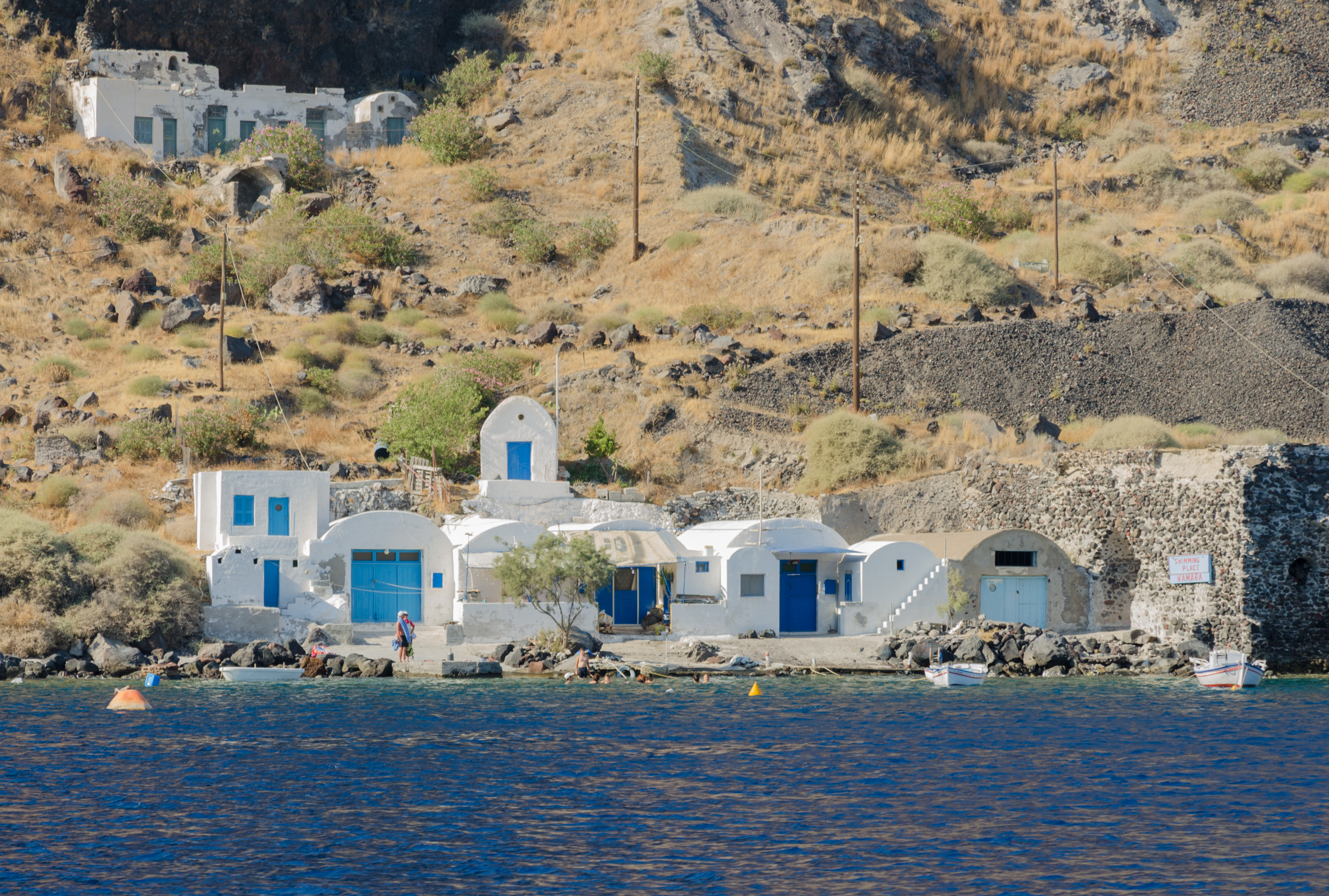
Рыбацкие хижины на острове Тирасия (Киклады)
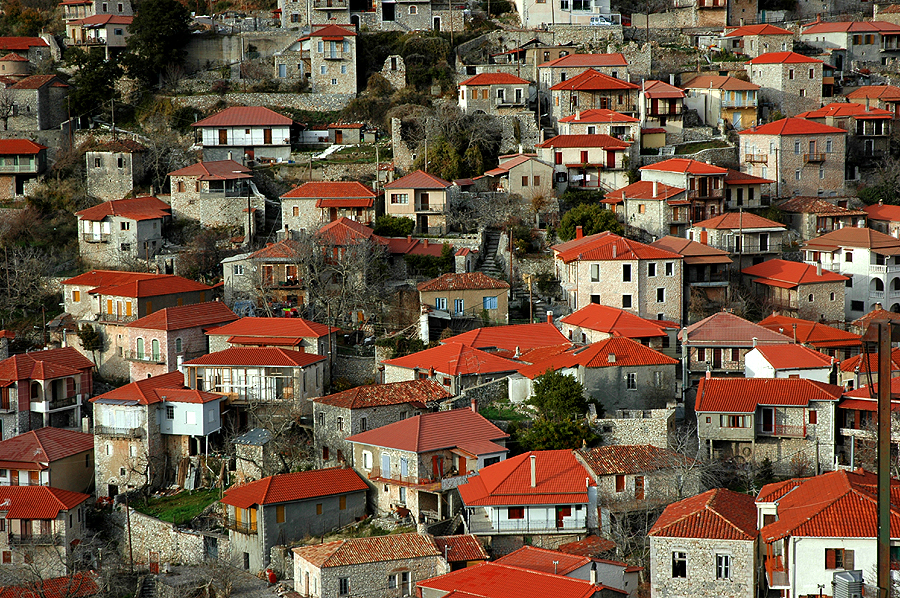
Дома в селе Стремница (Аркадия, полуостров Пелопоннес)
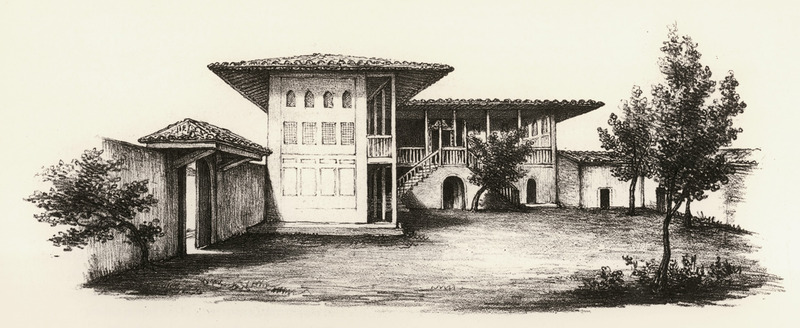
Дом в Тирнавосе (Фессалия), литография Луи Дюпре 1827 года
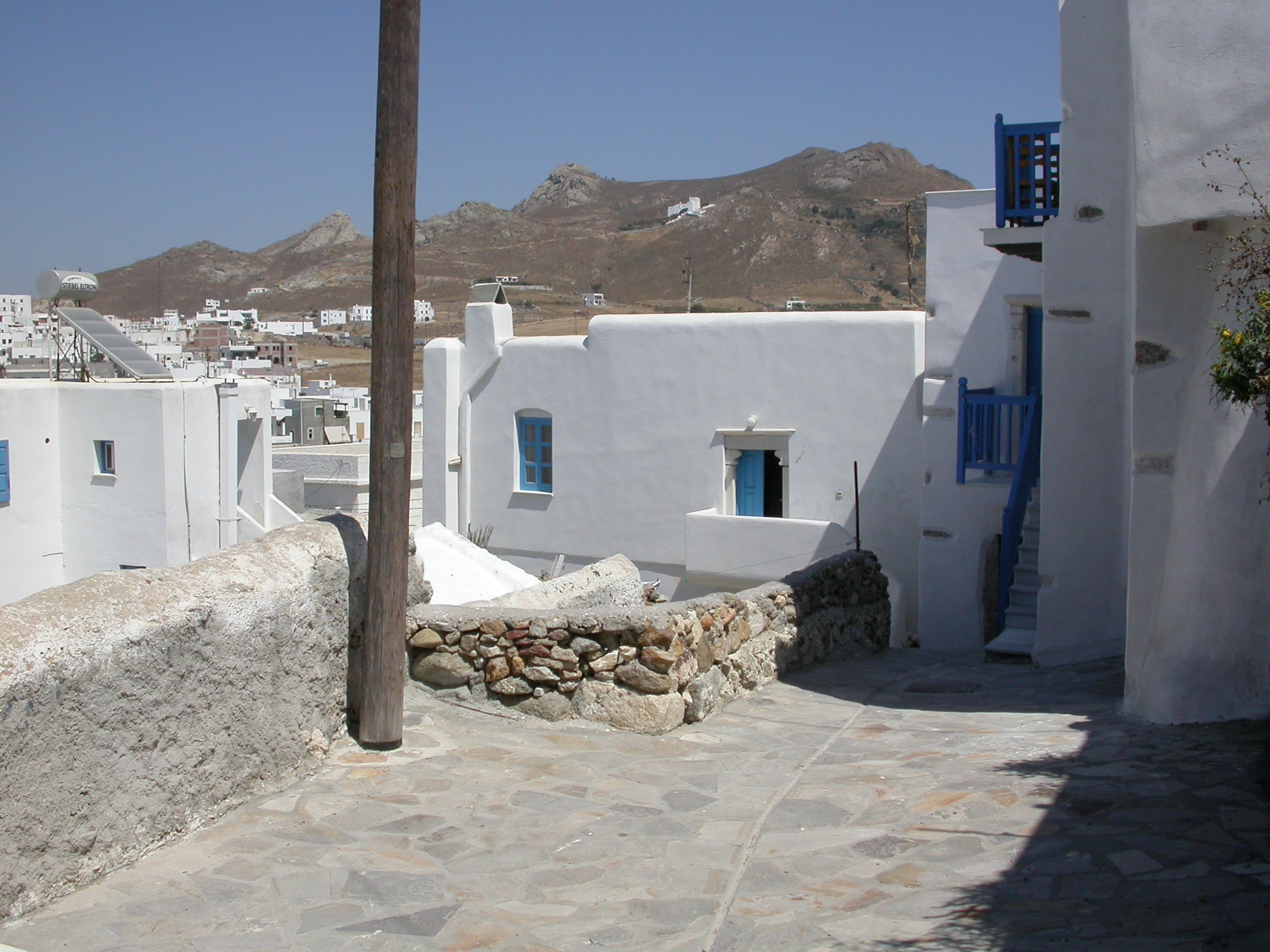
Улица в Наксосе (одноимённый остров)
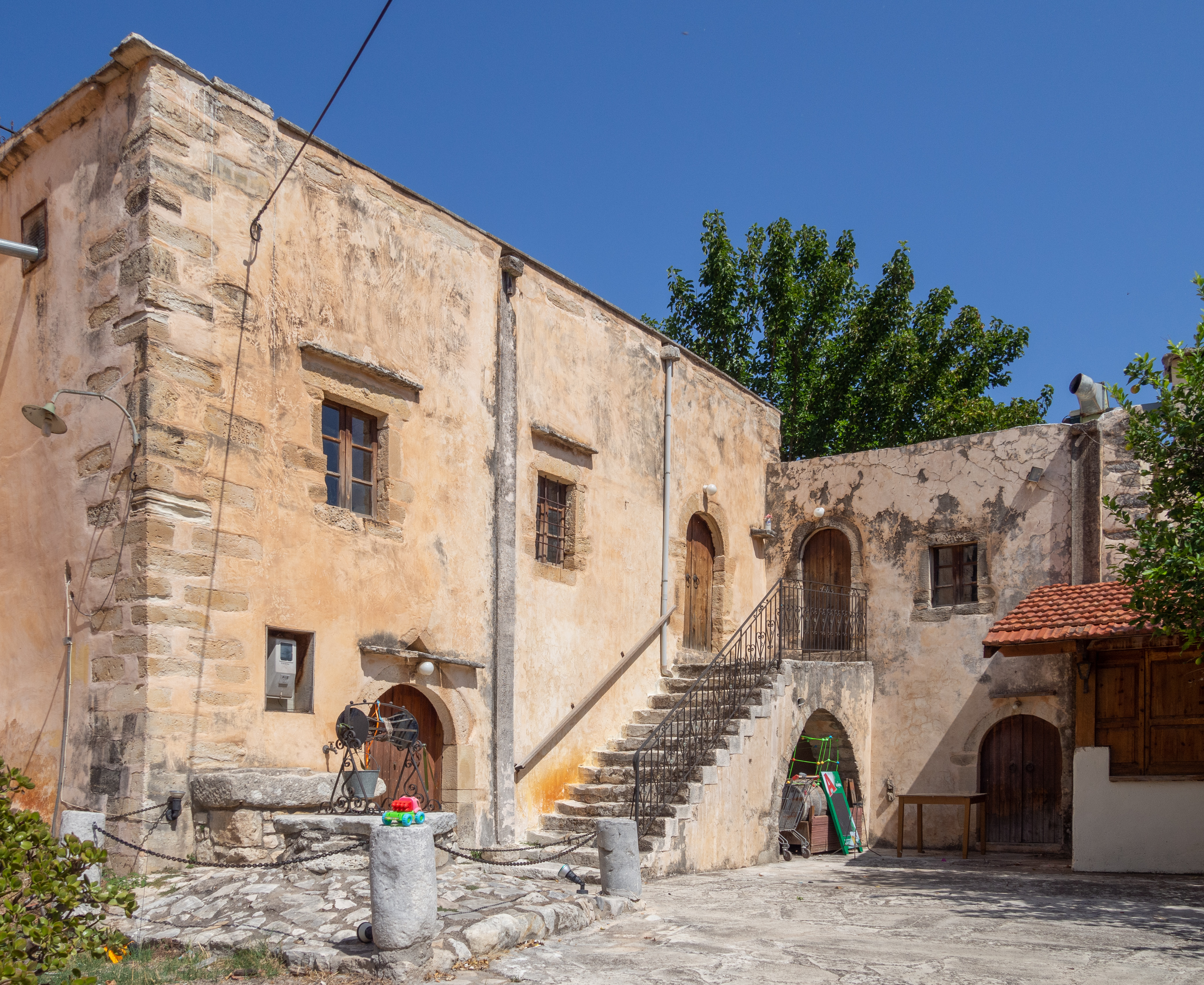
Дом в селе Вафес (Крит)
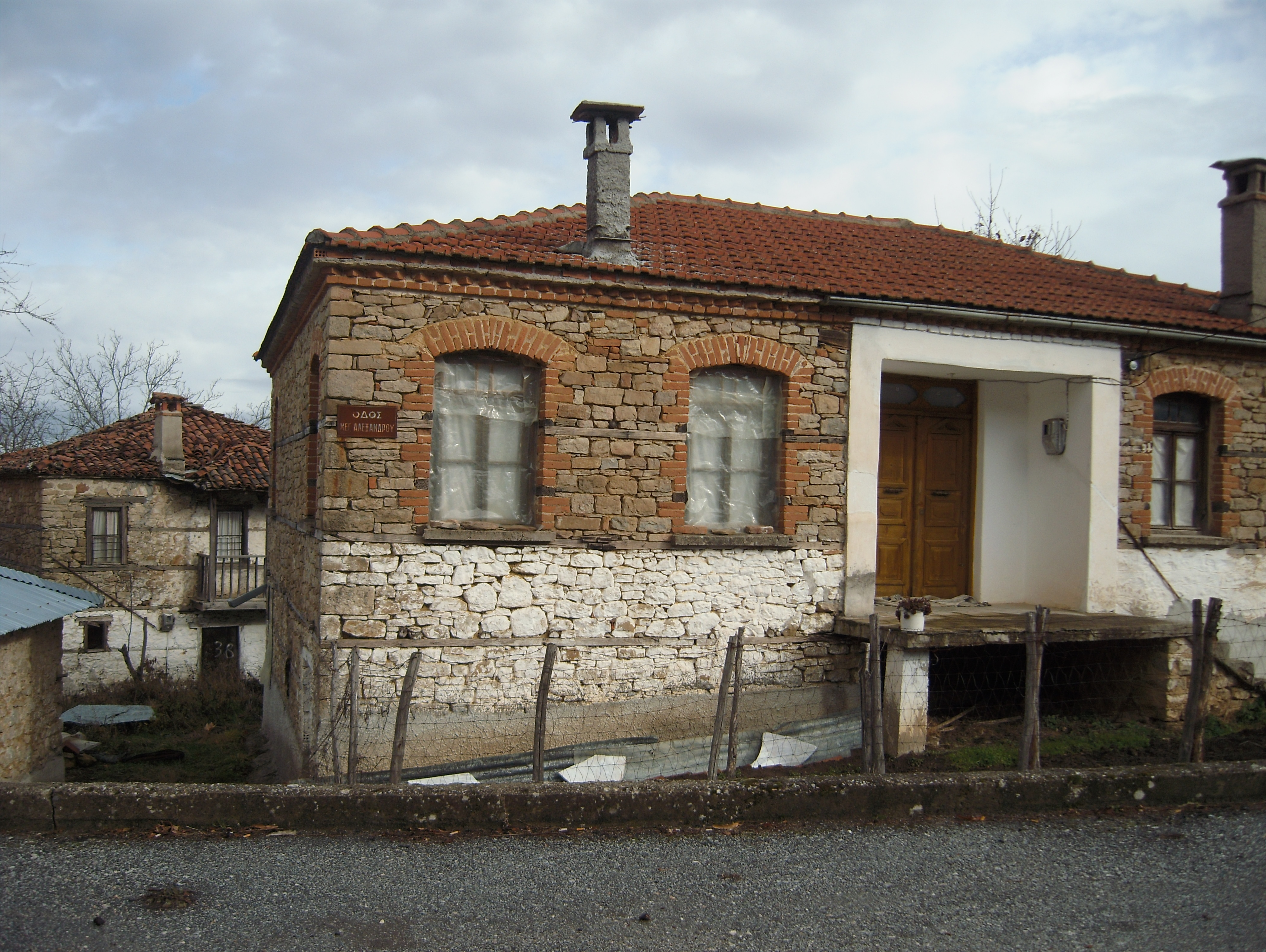
Дом в селе Кастанофито (Западная Македония)
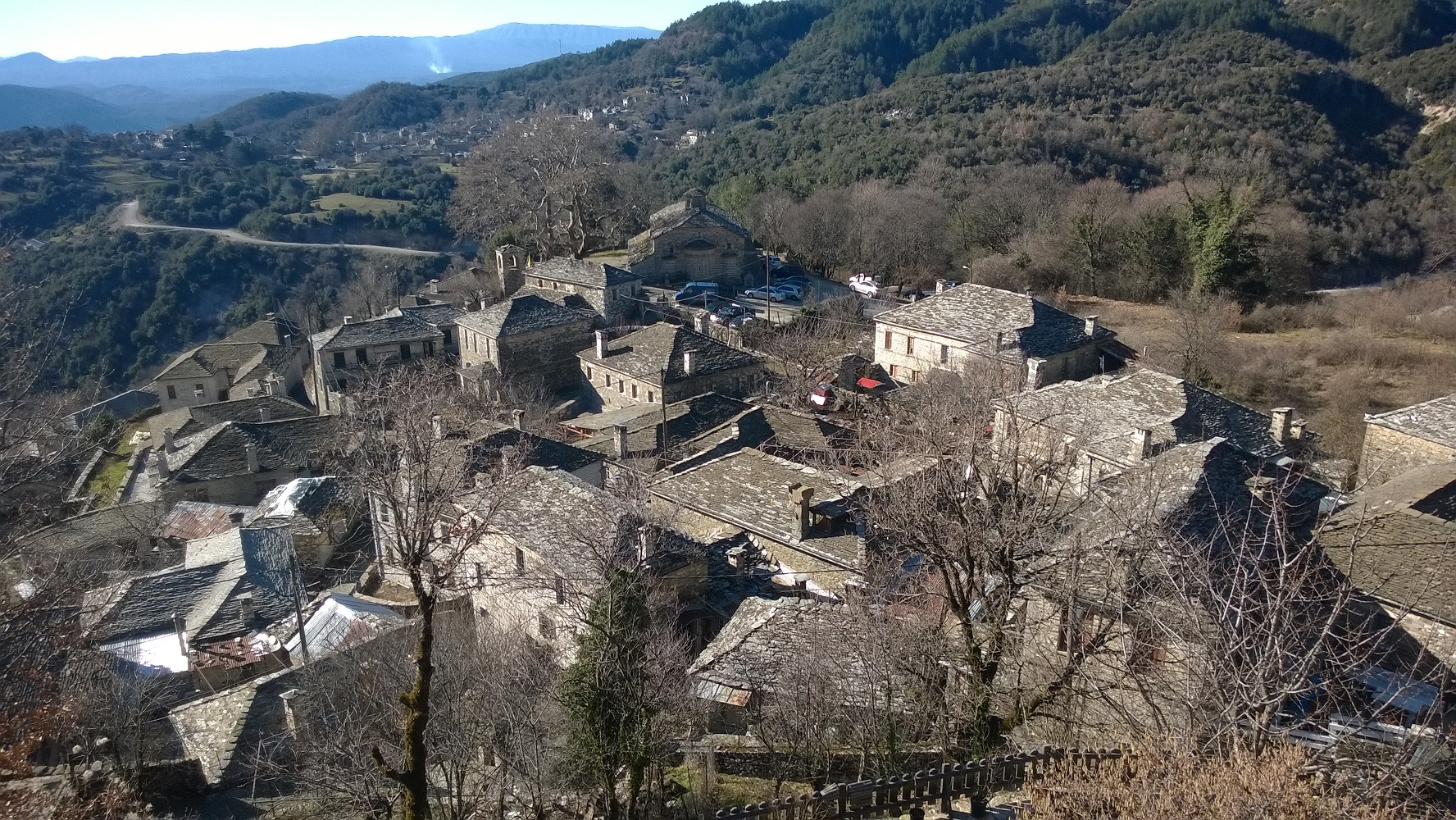
Вид на село Микро-Папинго в национальном парке Викос-Аоос (Пинд, Эпир)
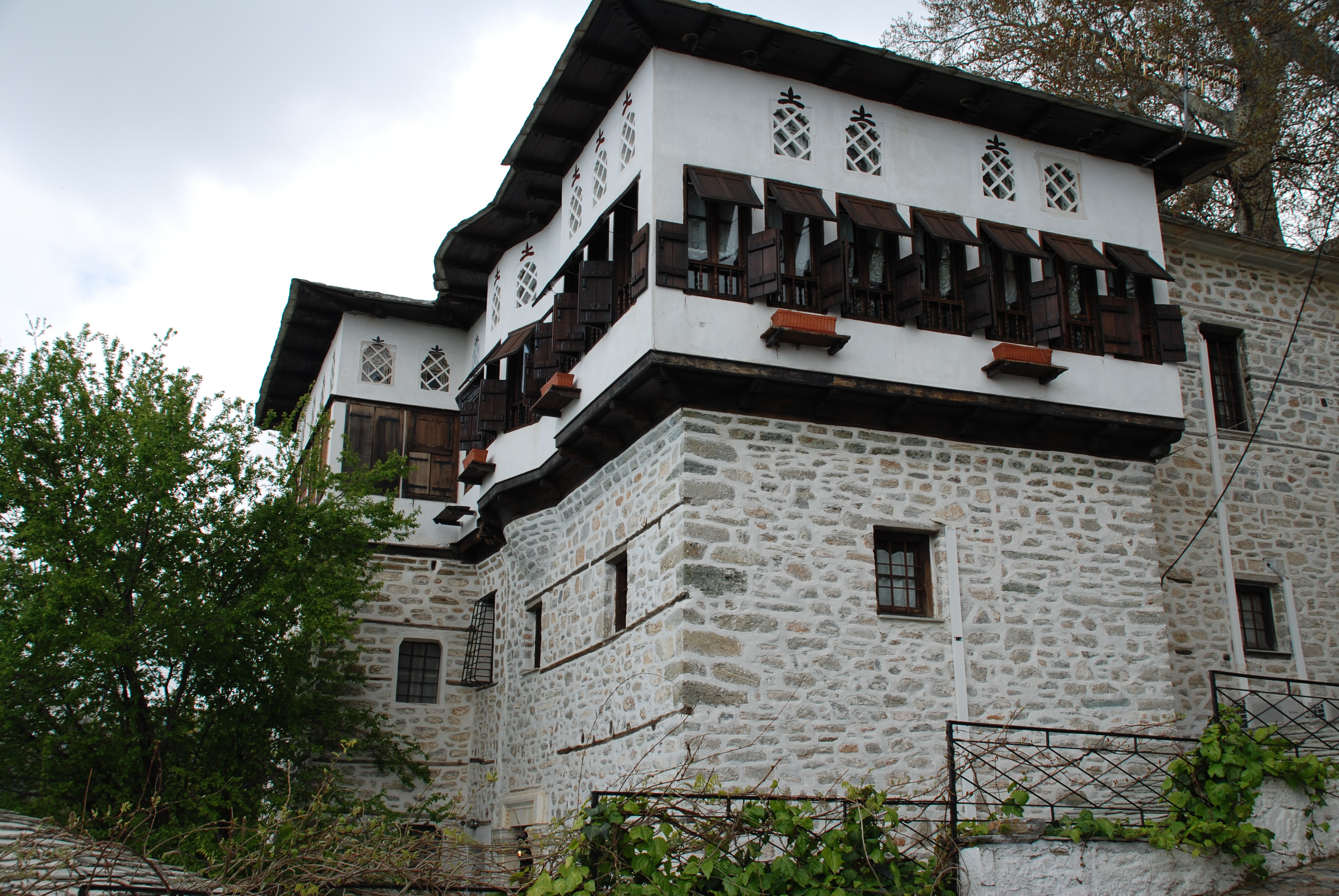
Дом в селе Визица (Фессалия)